# Kanton La Grave
Kanton La Grave (fr. Canton de La Grave) je francouzský kanton v departementu Hautes-Alpes v regionu Provence-Alpes-Côte d'Azur. Tvoří ho dvě obce.

## Obce kantonu
- La Grave
- Villar-d'Arêne